# Rok Drakšič
Rok Drakšič, slovenski judoist, * 2. januar 1987, Žalec.
Drakšič je za Slovenijo nastopil na Poletnih olimpijskih igrah 2008 v Pekingu v kategoriji do 60 kg osvojil 21. mesto. Pred tem je na Sredozemskih igrah 2005 osvojil srebrno medaljo, na Sredozemskih igrah 2009 pa je osvojil bron. Na evropskih prvenstvih ima eno zlato in štiri bronaste medalje. Po končani karieri je postal uspešen trener v Judo klubu Bežigrad.